# ایسز گیم استودیو
ایسز گیم استودیو (انگلیسی: Aces Game Studio) شرکت بازی ویدئویی آمریکایی است، که در سال ۲۰۰۹ تأسیس شد.